# Луј Фредерик
Луј-Фредерик Нусбаум (фр. Louis-Frédéric Nussbaum), такође познат као Луј Фредерик (фр. Louis Frédéric) или Луј-Фредерик (фр. Louis-Frédéric; Париз, 1923. — 24. новембар 1996), био је француски научник, историчар уметности, писац, преводилац и уредник. Био је специјализован за културу Азије, посебно Индије (индолог) и Јапана (јапанолог).

## Почеци
Луј-Фредерик је рођен у Паризу, 1923. године. Студирао је на Сорбони (фр. Sorbonne) и Практичној школи за виша истраживања (фр. École Pratique des Hautes Études).

## Каријера
Луј-Фредерик је написао много књига о Индији, Јапану и југоисточној Азији. Био је уредник Енциклопедије азијских цивилизација (енгл. Encyclopaedia of Asian Civilizations), која је од 1977. до 1987. године у десет свезака и осам издања била објављивана на енглеском језику. Луј-Фредерикова Јапанска енциклопедија (енгл. Japan Encyclopedia) излазила је у издању Harvard University Press-а; у периоду од 1996. до 2005. године изашло је шест издања на енглеском и француском језику.

## Одабрана дела
У прегледу радова о Луј-Фредерику и радова Луј-Фредерика, OCLC/WorldCat даје списак од око 170 радова у 337 публикација на 14 језика те 7.762 библиотечка фонда.
Овај списак није завршен; можете помоћи Википедији тако што ћете га проширити.
- , 1959
- , 1964
- , 2010
- , 1967
- , 1969
- , 1969
- , 1970
- , 1972
- (10 св.), 1977—1984
- ,1984
- , 1985
- , 1986
- , 1987
- , 1991
- , 1994
- , 1996
- , 1996
- , 1996